# Acanthopsoides
Acanthopsoides is een geslacht van straalvinnige vissen uit de familie van de modderkruipers (Cobitidae).

## Soorten
- Acanthopsoides delphax Siebert, 1991
- Acanthopsoides gracilentus (Smith, 1945)
- Acanthopsoides gracilis Fowler, 1934
- Acanthopsoides hapalias Siebert, 1991
- Acanthopsoides molobrion Siebert, 1991
- Acanthopsoides namromensis Nguyen, 2005
- Acanthopsoides robertsi Siebert, 1991